# Carlos Arellano Lennox
Carlos Alejo Arellano Lennox (Ciudad de Panamá, 22 de julio de 1928 - 18 de enero de 2025) fue un político y biólogo marino panameño. Fue el líder estudiantil que convocó la Operación Soberanía, que consistió en una protesta nacionalista reinvindicativa contra la presencia estadounidense en la Zona del Canal de Panamá, mediante la siembra sorpresiva de banderas panameñas en varios puntos de la zona el 2 de mayo de 1958. Como político, estuvo involucrado dentro del Partido Demócrata Cristiano desde su fundación en 1960, fue legislador nacional y presidente de la Asamblea Legislativa en 1990.

## Biografía

### Primeros años
Oriundo de los barrios pobres de la capital panameña, estudió en el Colegio de La Salle. En septiembre de 1957 tuvo la oportunidad de asistir a la Séptima Conferencia Internacional de Estudiantes que se realizó en Ibadán (Nigeria) y conoció a dirigentes de 75 organizaciones estudiantiles de todo mundo, planteando sus posturas en cuanto a derechos humanos y autodeterminación de los pueblos.
Poco después, Arellano Lennox recibió en Panamá a un estudiante de derecho oriundo de Bolivia llamado Héctor Reyes, que lo había conocido en la conferencia y lo llevó a conocer el canal de Panamá. Sin embargo, Reyes cuestionó a su anfitrión de que los barcos que pasaban por el canal llevaban enarbolada la bandera de Estados Unidos y no la panameña, lo que hizo que Arellano Lennox se sintiese mal, al confirmar que en la zona administrada por los estadounidenses no había ni una sola bandera panameña.

### Operación Soberanía
Comenzando 1958, fue nombrado presidente de la Unión de Estudiantes Universitarios (UEU) y por la experiencia del año anterior, concibió el plan de protesta pacífica mediante la siembra de banderas panameñas en diferentes puntos de la zona del canal. El plan fue parcialmente apoyado (quienes rechazaron lo hicieron por motivos sociales, económicos o familiares), pero tuvo el respaldo esencial de Ricardo Ríos Torres, presidente del Movimiento Renovación Estudiantil y secretario de actas de la Federación de Estudiantes de Panamá (FEP), y otros muchos más.
El 2 de mayo de 1958, los estudiantes debidamente vestidos con saco y corbata, montaron seis taxis hacia los puntos designados y a las 10:15 a. m., aprovechando que era una hora de descanso para muchos zoneítas, realizaron la siembra de 75 banderas, siendo Arellano Lennox y Ríos siendo los encargados de sembrar las banderas más grandes frente a la Administración del Canal en Balboa. La reacción de la policía zoneíta fue confusa y sin poder hacer nada ante la sorpresiva acción, permitiendo que los estudiantes regresaran a la capital panameña, donde realizaron una marcha nacionalista sin mayor incidencia.
Luego, el 5 de mayo realizó una nueva marcha pero hacia la Presidencia de la República donde fue recibido por el presidente Ernesto de la Guardia, asegurando que se buscaría la forma de que la bandera panameña también fuese izada en la zona. Las acciones de Arellano Lennox generaron un amplio debate nacionalista en Panamá, y marcó el punto de partida para políticos como Miguel J. Moreno, quienes comenzaron a hacer vocería en foros internacionales sobre el trato desigual de Panamá ante las autoridades estadounidenses. También la Operación Soberanía fue el catalizador de dos eventos nacionalistas contra la presencia estadounidense en Panamá, en especial los disturbios del 3 de noviembre de 1959 y los disturbios del 9 y 10 de enero de 1964, que generaron sobre todo este último la muerte de panameños.

### Como político
Fue fundador del Partido Demócrata Cristiano (PDC), participando en la convención constitutiva del 20 de noviembre de 1960 y fue electo primer secretario general.
Tras la reinscripción del PDC durante el régimen militar en 1980, Arellano Lennox se candidateó a legislador de la Asamblea Legislativa en las elecciones de 1984, siendo electo. Fue reelecto como legislador en las elecciones generales de 1989, pero debido a la anulación de las elecciones y la posterior invasión estadounidense de diciembre de 1989, no tomó posesión hasta marzo de 1990. Justamente tras la reinstauración de la democracia en Panamá, fue escogido como presidente de la Asamblea Legislativa para el período marzo-agosto 1990. También fue vicepresidente del PDC hasta la crisis política de abril de 1991, en el que el PDC terminó siendo expulsado del gobierno del presidente Guillermo Endara.

### Como biólogo y catedrático
Ingresó a la Universidad de Panamá, donde obtuvo la licenciatura en biología y química. Luego se trasladó a la Universidad de Marsella (Francia) donde obtuvo su maestría en oceanografía general y un doctorado en ciencias marinas.
Ha sido catedrático de la Universidad de Panamá, de la Universidad Santa María la Antigua, de la Escuela Náutica Nacional y de la Columbus University. Laboró como Director Nacional de Recursos Marinos, director del Centro de Ciencias del Mar de la Universidad de Panamá; decano de la facultad de Ciencias Náuticas y vicerrector de Investigación y Postgrado de la Columbus University. También fue consultor de Organización de las Naciones Unidas para la Alimentación y la Agricultura.
En febrero de 2004 fue nombrado administrador de la Autoridad Nacional del Ambiente durante el gobierno de Mireya Moscoso, en medio de una polémica renuncia de su antecesor Ricardo Anguizola, pero debió dejar el cargo a los 24 días debido a la vigencia de la llamada Ley Faúndes, que obligaba el retiro a los funcionarios públicos al llegar a los 75 años de edad, y al momento de su nombramiento se había ignorado ese detalle.

## Obras publicadas
- Sistemática de las poblaciones pelágicas y bentónicas en la bahía de Panamá
- Zooplancton en el canal de Panamá
- Zooplancton en el Caribe panameño
- Transporte de sustancias radioactivas por el canal de Panamá
- Contaminación residual en la ex Zona del Canal